# Asesinato de Michelle Busha
Michelle Yvette Busha fue una víctima de asesinato no identificada que fue descubierta en Blue Earth, Minnesota, en 1980. Su asesinato se resolvió en 1989, tras la confesión de Robert Leroy Nelson, que era un antiguo policía estatal de Minnesota. Busha permaneció sin identificar durante años, hasta 2015 después de que se obtuviera un perfil de ADN tras la exhumación de sus restos.

## Desaparición
Michelle Busha y su hermana menor fueron criadas y educadas en casa por su madre y su padrastro, quienes eran testigos de Jehová. En consecuencia, las hermanas estaban "muy aisladas". Michelle huyó de casa cuando tenía 17 años debido a un grave conflicto familiar y a los malos tratos de su madre y su padrastro. Acabó en el estado de Colorado en julio de 1979, rodeada de personas que se aprovecharon de su ingenuidad (la drogaron y la agredieron sexualmente). Al enterarse de su paradero, el padre de Michelle, Don Busha, Sr., voló rápidamente a Colorado para traerla de vuelta con él y su familia a Bay City, Texas; Michelle pasó los siguientes meses en Bay City con su padre, su madrastra, tres de sus hermanos y su hermana menor. Su vida fue mejorando, disfrutó de su familia, hizo amigos e incluso consiguió trabajo en un asilo de ancianos local. Permaneció en Bay City hasta poco después de cumplir 18 años.
Después de su cumpleaños, el 2 de noviembre de 1979, Michelle y un grupo de amigos de Bay City decidieron viajar por todo el país. Fue vista por última vez en diciembre de 1979 mientras viajaba con sus amigos a Luisiana. Realizó llamadas a su familia desde Mississippi e Indiana entre enero y mayo de 1980. Michelle llamaba a su familia en Bay City cada una o dos semanas para saber cómo estaban, para contarles dónde estaba y qué estaba pasando en su vida. Sin embargo, después de que las llamadas cesaran, sus seres queridos temieron por su seguridad. El 9 de mayo de 1980, denunciaron su desaparición.
La familia de Michelle en Bay City mantuvo el mismo número de teléfono y dirección, con la esperanza de que ella regresara a casa o al menos se comunicara con ellos nuevamente.

## Asesinato
El policía estatal de Minnesota Robert Leroy Nelson, mientras estaba de servicio, le ofreció a Busha recogerla el 26 de mayo de 1980, después de presenciar que un vehículo la dejaba cerca del paso elevado de Bricelyn, en la Interestatal 90. Violó, golpeó, torturó y estranguló a Busha con una ligadura. Le arrancó las uñas cuando aún estaba viva y le afeitó la cabeza, excepto un área en la parte posterior de la cabeza, que le dejó de unos dos centímetros. Después de su asesinato, el cuerpo fue trasladado a una zanja junto a la Interestatal 90 y le quitaron la ropa y los objetos personales y los desecharon.
El cuerpo desnudo y descompuesto fue descubierto entre tres días y una semana después de su muerte. Las fuertes lluvias habían arrastrado el cadáver hasta una zona visible, donde fue descubierto por un agricultor entre plantas de maíz rotas. Se calculó que la víctima no identificada tenía entre 20 y 35 años. Parecía que era una transeúnte, ya que sus pies estaban "muy callosos". Medía aproximadamente 1,60 m y pesaba 57 kg. Al menos tenía perforada la oreja izquierda y tenía sobremordida.
Cerca del lugar se encontraron ropa ensangrentada y una licencia de conducir de Texas. Más tarde se descubrió que la sangre era de un animal y que la licencia era falsa. El cuerpo fue enterrado más tarde en el cementerio Riverside en Blue Earth en una tumba sin nombre.

## Investigación
Después de que Busha fuera reportada como desaparecida el 9 de mayo de 1980, se realizaron diversos esfuerzos para localizarla. En febrero de 1984 se detectó una posible coincidencia con un conjunto de restos descubiertos en Nueva York. En mayo de 1984, se compararon sus registros dentales con los de una mujer no identificada, conocida como la Animadora del Baúl, que fue descubierta en Maryland en 1982. Se excluyó como posible coincidencia con ambas fallecidas.
Las huellas dactilares y los registros dentales de la víctima no identificada se compararon con los de personas desaparecidas de Colorado y Minnesota, pero no coincidieron con ninguna de las posibles coincidencias. Se distribuyeron folletos que describían el caso a nivel nacional. Henry Lee Lucas confesó haber asesinado a una joven junto a la carretera interestatal 90 en la zona, pero cuando fue interrogado en prisión durante 1983, dio detalles incompatibles con el asesinato y fue excluido como sospechoso.
En junio de 1988, mientras se encontraba bajo custodia policial en el condado de Smith, Texas, el ex policía estatal de Minnesota Robert Leroy Nelson confesó haber asesinado a la víctima mientras estaba de servicio. Afirmó que no sabía su nombre, pero que aparentemente ella viajaba a Idaho u Oregón y había pasado un tiempo en el área de Milwaukee, Wisconsin. Admitió haberla esposado para evitar que escapara. La policía encontró su confesión creíble, ya que afirmó que le había quitado las uñas, un hecho que no se había hecho público en ese momento. Se declaró culpable de homicidio en primer grado, mientras ya cumplía dos cadenas perpetuas en Texas. Fue sentenciado a 86 meses adicionales el 25 de agosto de 1989. Nelson había abandonado Minnesota después de involucrarse con una secta religiosa.

## Identificación
Una residente de Blue Earth, Deborah Anderson, se interesó por el caso en 2002 e hizo esfuerzos para dar a conocer el asesinato. Anderson se reunió con funcionarios y presentó un plan para recaudar fondos para la exhumación de la víctima, que finalmente se programó para finales de julio de 2014. El 12 de agosto de 2014, el cuerpo fue exhumado para obtener muestras de ADN, que se obtuvo con éxito. Todo el proceso habría costado aproximadamente 10.000 dólares, pero la exhumación fue realizada sin coste alguno por una funeraria local y empresas de construcción, quedando solo el coste de 1.000 dólares para las pruebas de ADN propiamente dichas. En 2004 se examinaron cabellos del cadáver y se elaboró un perfil de ADN mitocondrial (siempre mucho menos específico que un perfil de ADN nuclear debido al número mucho menor de genes que contiene el ADN mitocondrial). Las autoridades habían tomado previamente su información dental y obtenido una única huella dactilar de los restos para compararla con posibles coincidencias. Tras la exhumación, el Centro Nacional para Menores Desaparecidos y Explotados creó una nueva reconstrucción facial mediante resonancia magnética. El Instituto Smithsoniano también realizó pruebas de isótopos en un diente para identificar las regiones en las que la víctima pudo haber vivido antes de su muerte. Los resultados del examen indicaron que la víctima tenía entre 17 y 23 años y era probablemente blanca con una posible mezcla africana.
El 5 de marzo de 2015, las muestras obtenidas de su familia en 2007 se cotejaron con sus restos. También se compararon los registros dentales. El cuerpo fue identificado oficialmente el 13 de marzo. Los restos fueron incinerados y entregados a la familia Busha el 9 de abril de 2015.